# Awantipora
Awantipora (en cachemir: অৱন্তিপুর ) es una localidad de la India en el distrito de Pulwama, estado de Jammu y Cachemira.

## Geografía
Se encuentra a una altitud de 1 605 m s. n. m. a 38 km de la capital estatal, Srinagar, en la zona horaria UTC +5:30.

## Demografía
Según estimación 2010 contaba con una población de 7 577 habitantes.